# كريستوفر ماسترسون
كريستوفر ماسترسون (بالإنجليزية: Christopher Masterson)‏ هو منتج أفلام وممثل أمريكي، ولد في 22 يناير 1980 بلونغ آيلند في الولايات المتحدة.

## أعمال

### أفلام
- (1997) زواج أعز صديق[6]
- (1998) التاريخ الأمريكي إكس[7]

### مسلسلات
- مالكوم في الوسط

## وصلات خارجية
- كريستوفر ماسترسون على موقع IMDb (الإنجليزية)
- كريستوفر ماسترسون على موقع ألو سيني (الفرنسية)
- كريستوفر ماسترسون على موقع أول موفي (الإنجليزية)
- كريستوفر ماسترسون على موقع قاعدة بيانات الأفلام السويدية (السويدية)
- كريستوفر ماسترسون على موقع إن إن دي بي (الإنجليزية)
- كريستوفر ماسترسون على موقع قاعدة بيانات الفيلم (الإنجليزية)
- كريستوفر ماسترسون على موقع كينوبويسك (الروسية)